# Lijst van voetbalinterlands Brazilië - Griekenland (vrouwen)
Deze lijst van voetbalinterlands is een overzicht van alle officiële voetbalinterlands tussen de nationale vrouwenteams van Brazilië en Griekenland. De landen hebben tot nu toe één keer tegen elkaar gespeeld.

## Wedstrijden
| № | Plaats | Datum            | Competitie             | Wedstrijd              | Uitslag |
| - | ------ | ---------------- | ---------------------- | ---------------------- | ------- |
| 1 | Patras | 17 augustus 2004 | Olympische Spelen 2004 | Griekenland − Brazilië | 0 − 7   |

## Samenvatting
| Competitie        | Totaal gespeeld | Winst Brazilië | Gelijk | Winst Griekenland | Doelsaldo Brazilië – Griekenland |
| ----------------- | --------------- | -------------- | ------ | ----------------- | -------------------------------- |
| Olympische Spelen | 1               | 1              | 0      | 0                 | 7 − 0                            |
| Totaal            | 1               | 1              | 0      | 0                 | 7 − 0                            |